# Кумецький Михайло Андрійович
Михайло Андрійович Кумецький (літературний псевдонім Андрей Кумецький, народився в 1867 в селі Тучапи, нині гміна Сагринь Грубешівського повіту Люблінського воєводства Польщі — помер у березні 1943 там само) — український холмський народний поет. Свої вірші і пісні він підписував псевдонімом МАК або Андрей Кумецький.

## Життєпис

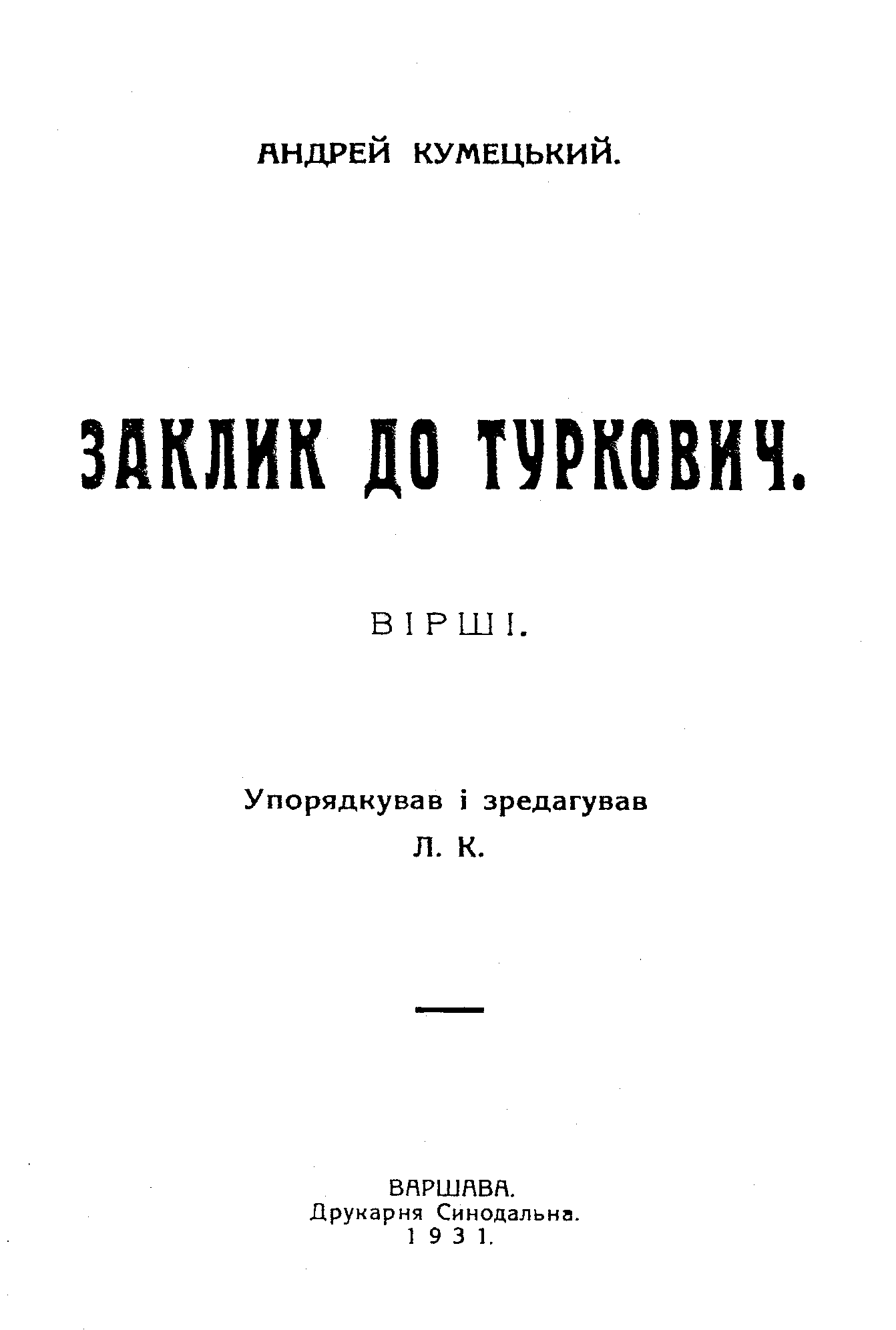

Закінчив учительську семінарію, мав потяг до поезії. Листувався з Іваном Франком, Михайлом Павликом.
У 1888 одружився з Євою Велюш з сусіднього села Набріж. Впродовж 1915—1921 сім'я М. Кумецького була в біженстві в Росії. В 1921 Михайло Кумецький повертається в село Тучапи. Займається відновленням зруйнованого війною господарства.
Найбільшу славу йому принесла збірка віршів «Заклик до Туркович», видана у Синодальній друкарні у Варшаві (1931 рік). Його вірші і пісні стали народними, вони покладені на музику, їх співають хори холмщан та на конкурсних фестивалях у Білостоці в Польщі.
Похований на православному цвинтарі в селі Набріж. В 1965 році на його могилі поставлений пам'ятник.
В березні 1944 р. польська Армія Крайова спалила с. Тучапи, а українське населення, хто залишився живий, пізніше було депортоване в УРСР.

## Пам'ять
Стараннями Люблінсько-Холмської Єпархії та її архіпастиря архієпископа Авеля до 70-х роковин смерті М. Кумецького було виготовлено і встановлено при вході до церкви відродженого в 2008 році Турковицького Святопокровського православного жіночого монастиря позолочений пропам'ятний хрест Михайлу Кумецькому. Цей хрест стоїть поряд з пам'ятним хрестом від 1999 року з посвятою колишньому Турковицькому православному монастирю.
На гранітному камені підніжжя хреста викарбувані слова: 
| Упокой, Господи, душу усопшого раба Твоєго Михайла Михайло Кумецький 1867–1943 Холмський народний поет автор збірки «Заклик до Туркович» (Варшава 1931) У 70-і роковини смерті Вічная пам'ять! Турковичі Покрова Пресвятої Богородиці (14 жовтня 2013 р.) |
Відзначення 70-х роковин смерті поета і чин освячення пропам'ятного хреста Михайлу Кумецькому відбулися в Турковицькому монастирі на свято Покрови Пресвятої Богородиці 14 жовтня 2013 з участю духовенства Люблінсько-Холмської Єпархії та прочан, які прибули на храмове свято до Турковицького Св.-Покровського монастиря з Польщі, холмщан з України, внучки поета Ніни Мельничук з Вінниці і правнучки Світлани Бакун з Любліна.

## Галерея

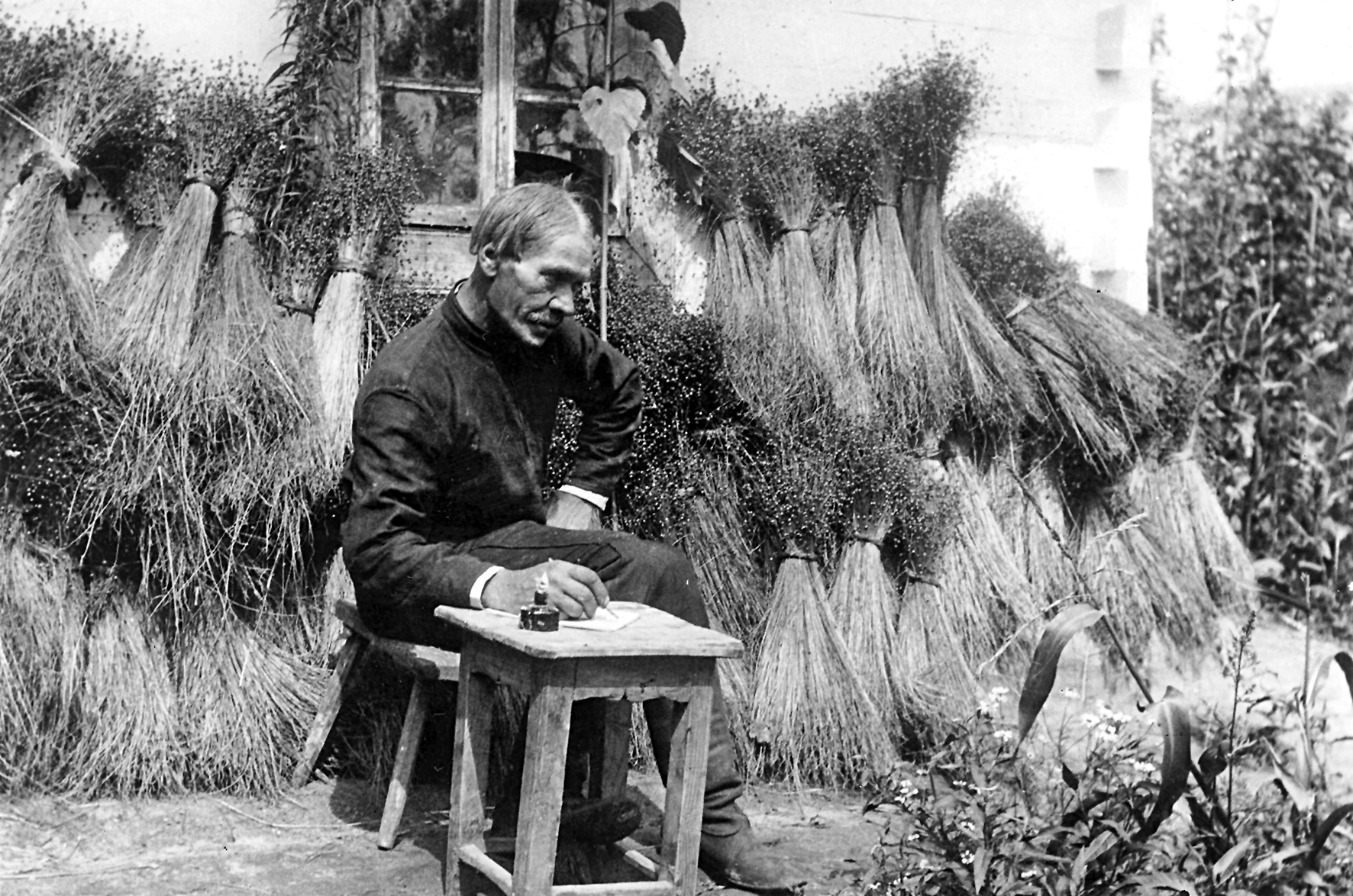
Михайло Кумецький пише вірші. 1926 рік
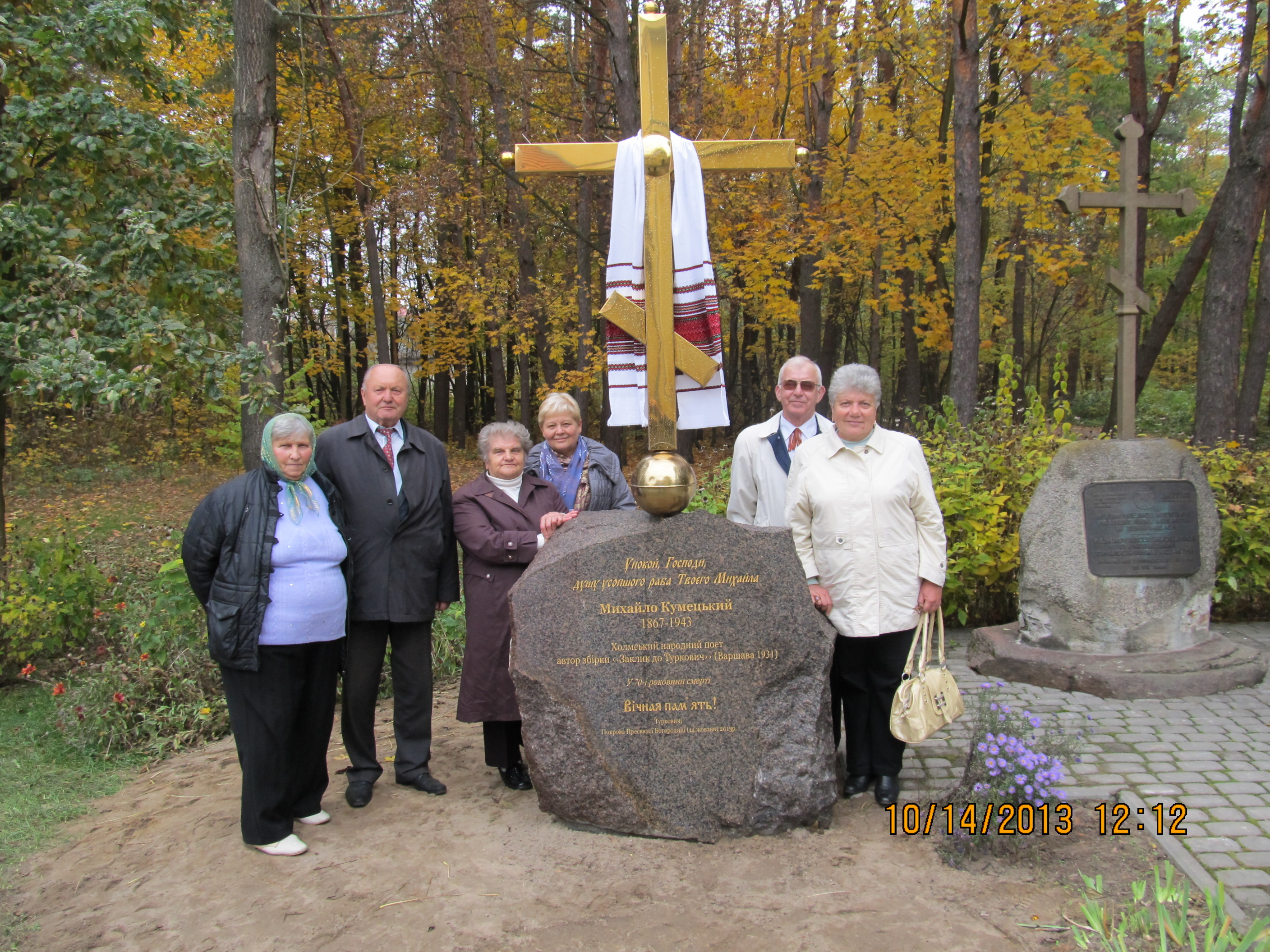
Прочани біля пропам'ятного хреста Михайлу Кумецькому в Турковицькому монастирі
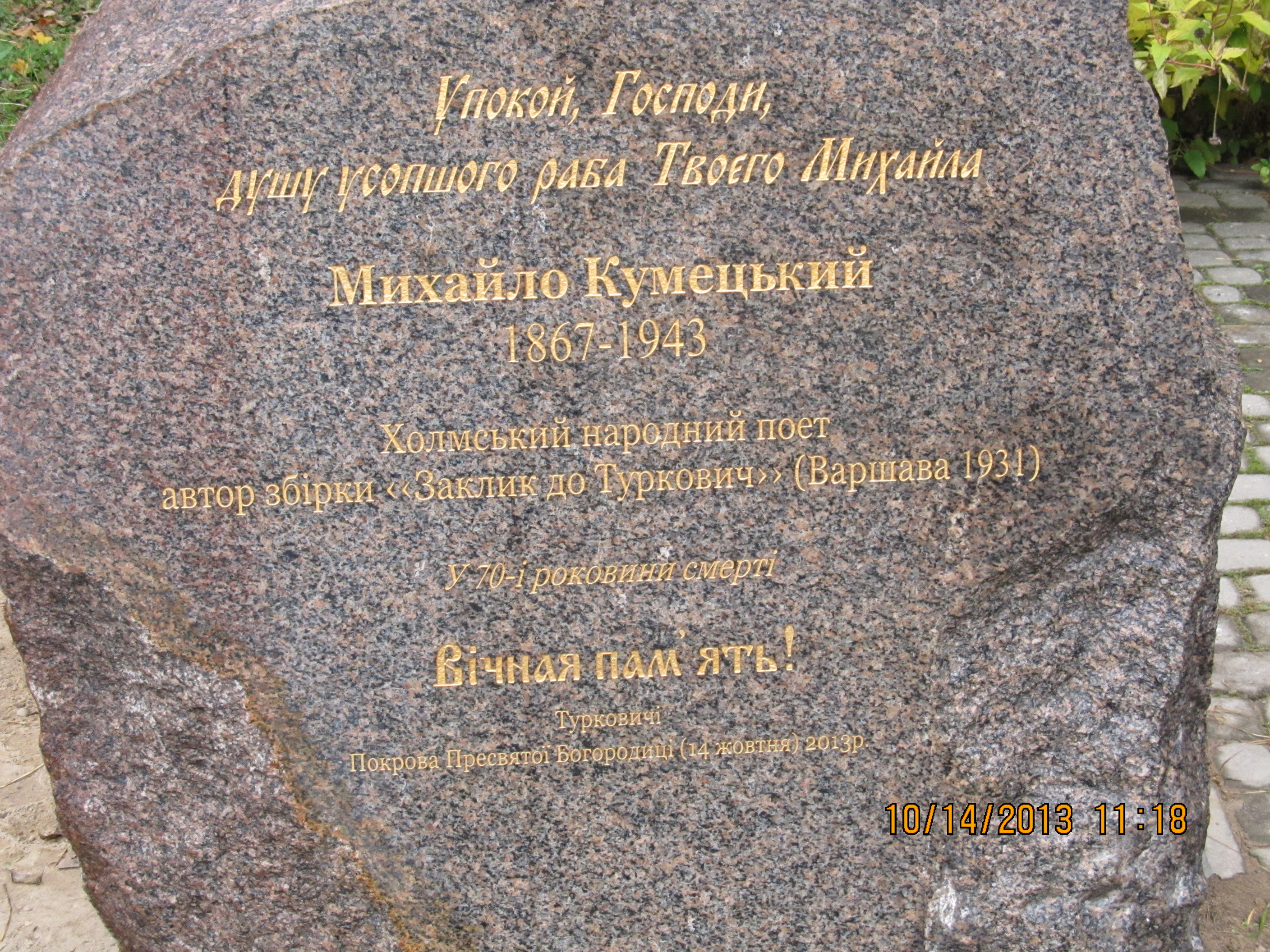
Гранітний камінь підніжжя хреста Михайлу Кумецькому в Турковицькому монастирі з написом
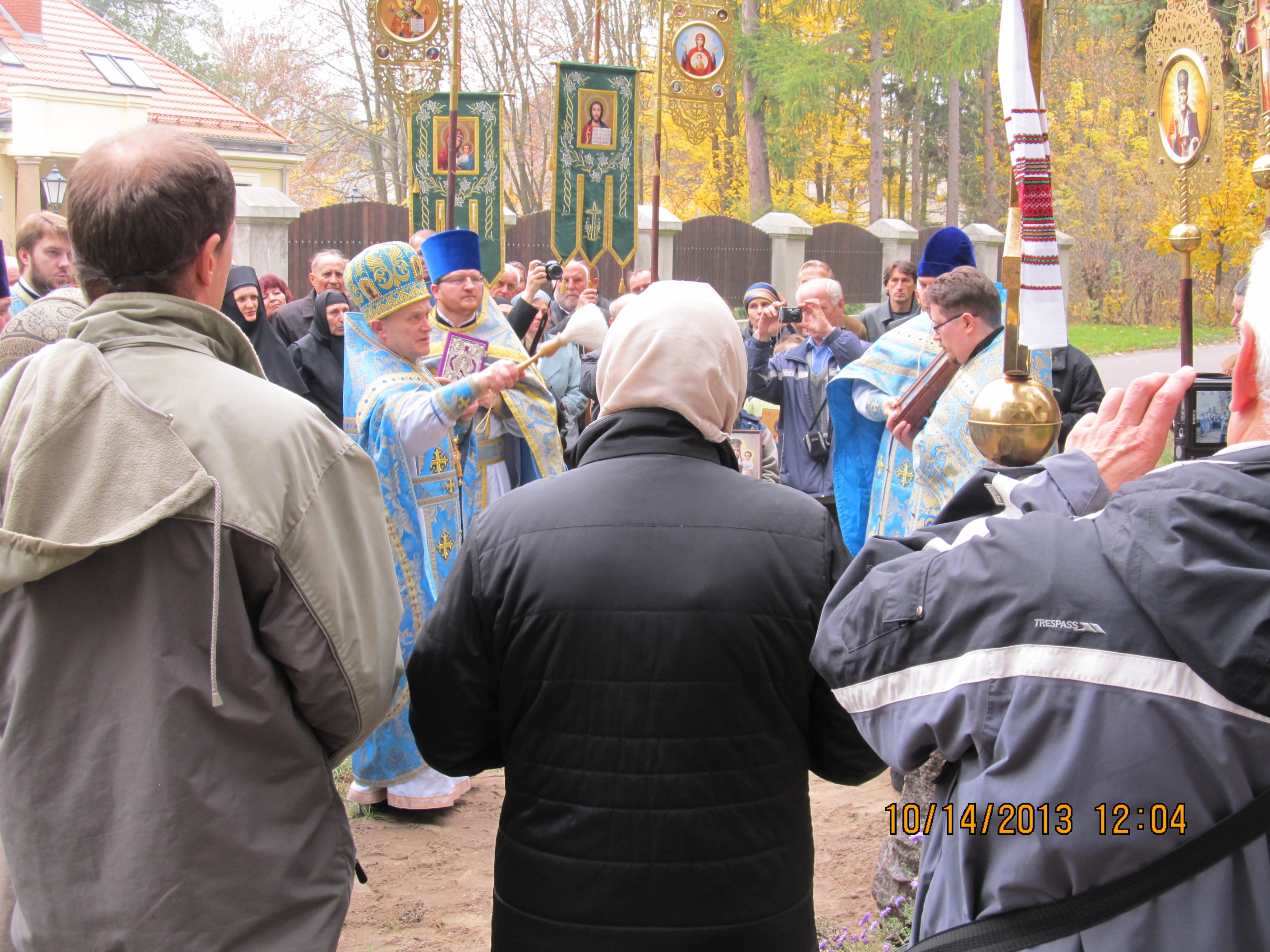
Молебень і освячення пропам'ятного хреста М. Кумецькому в Турковицькому монастирі
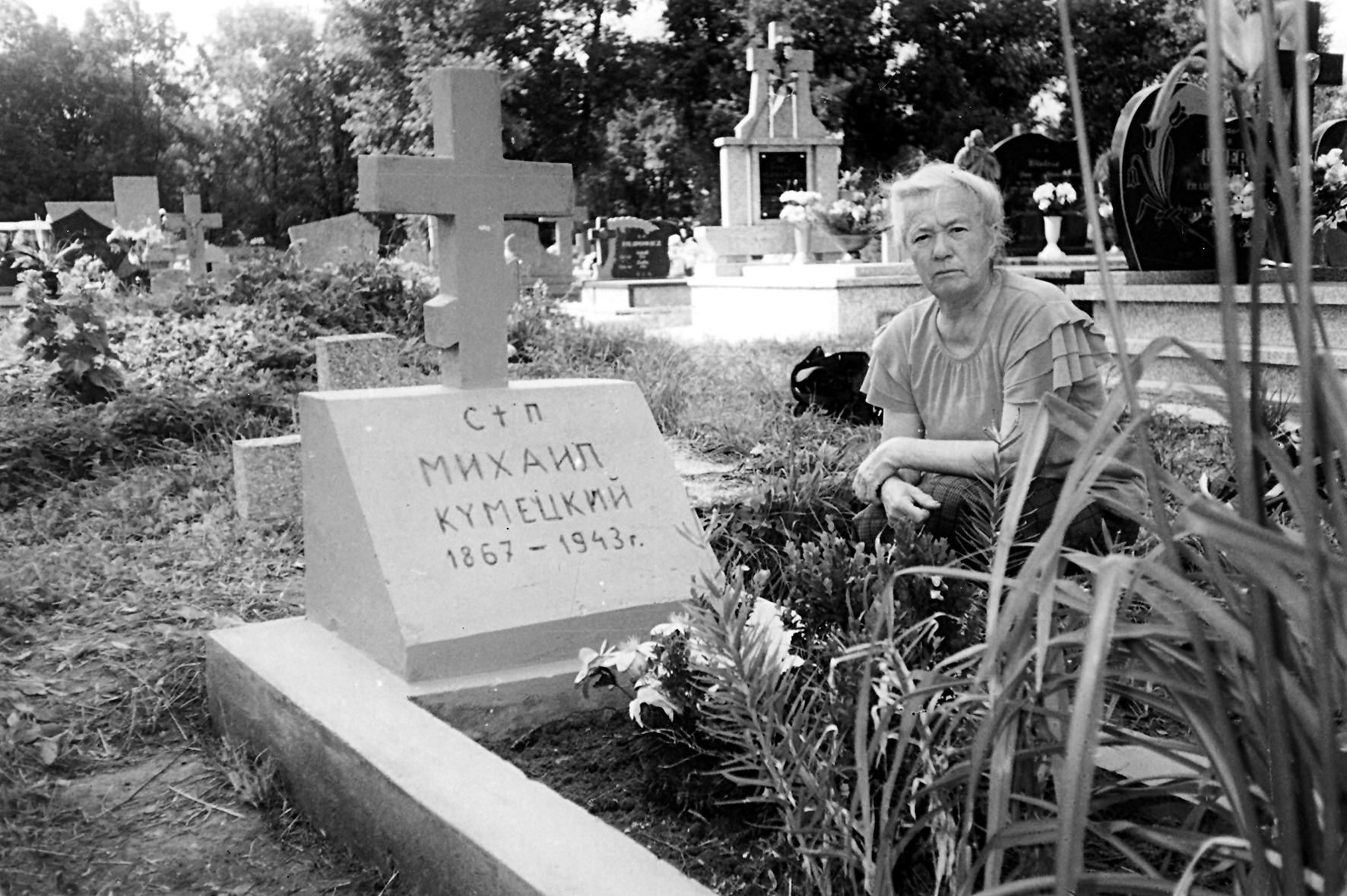
Ніна Мельничук біля могили свого дідуся Михайла Кумецького в с. Набріж. 2003 рік
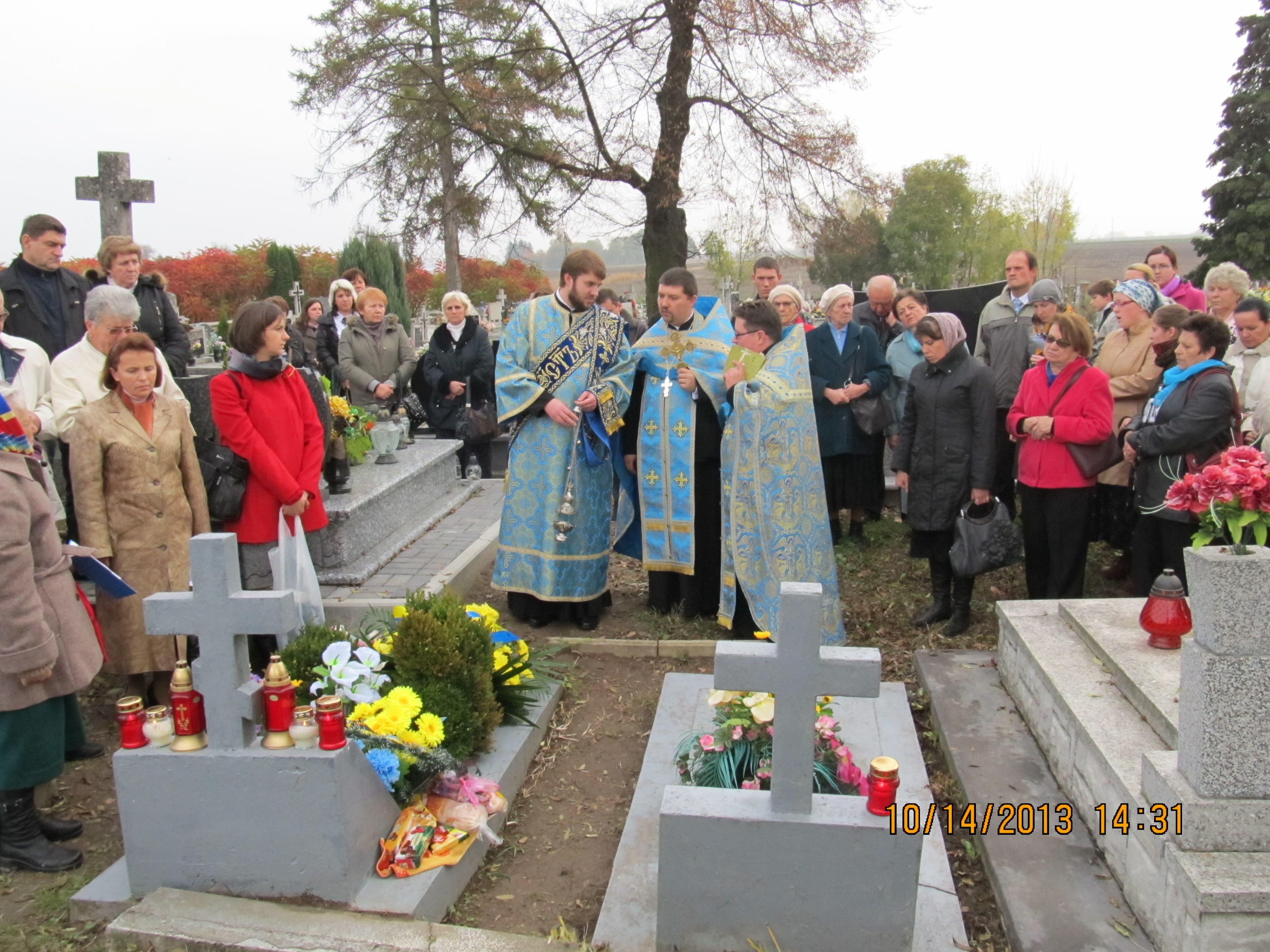
Молебень і панахида над могилою Михайла Кумецького в с. Набріж